# 南西伯利亞山脈

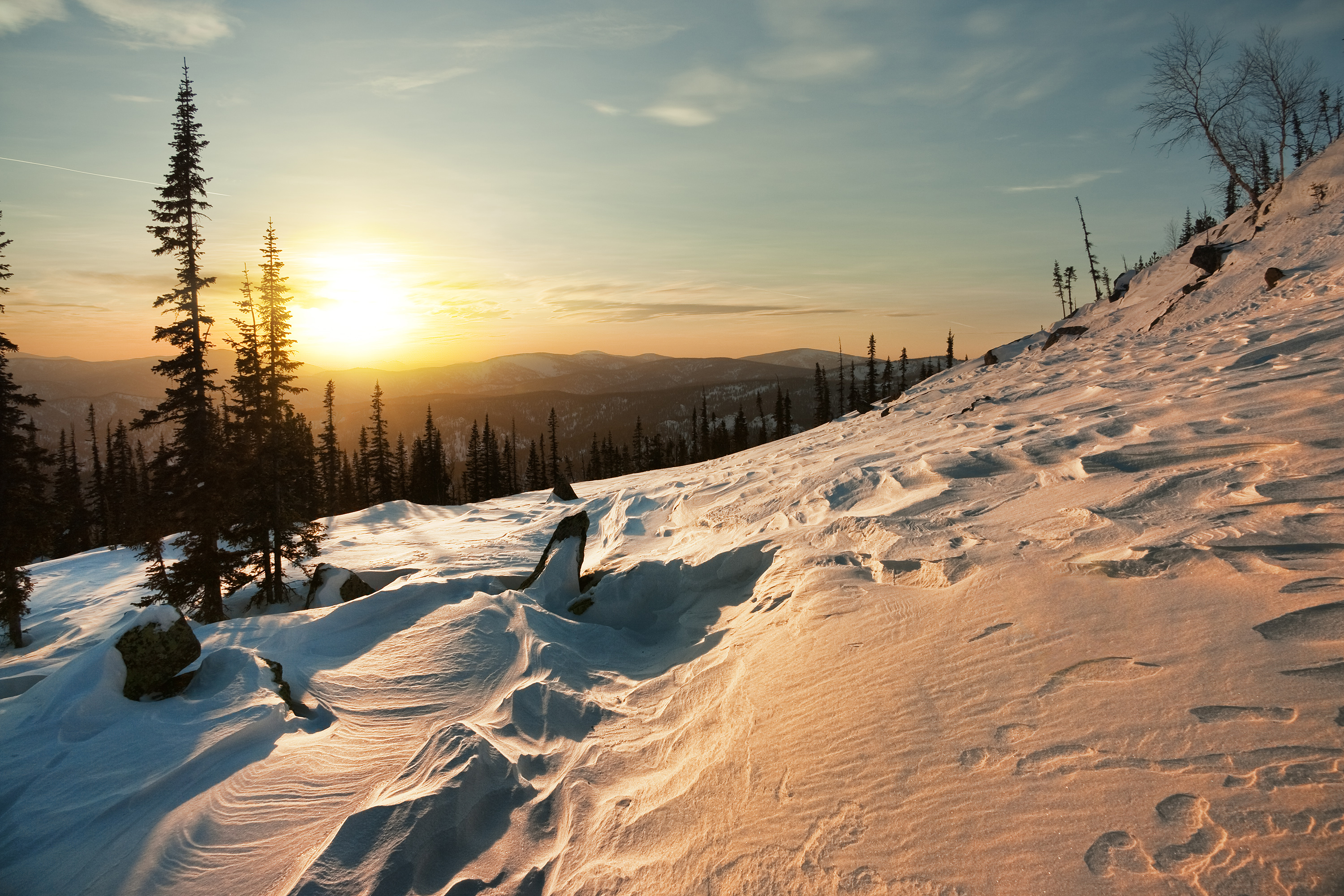

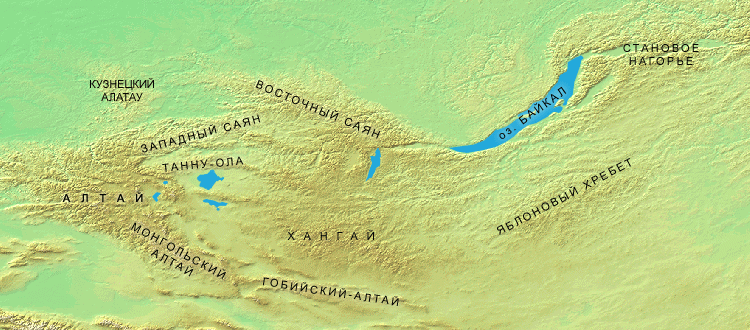

南西伯利亞山脈是俄羅斯的山脈，位於西伯利亞聯邦管區和遠東聯邦管區，東西端相距接近4,500公里，面積超過150萬平方公里，處於該山脈的城鎮有克拉斯諾亞爾斯克、安加爾斯克、安加爾斯克、烏蘭烏德和赤塔。